# Kayla Mueller
Kayla Jean Mueller (14 tháng 8 năm 1988 – 6 tháng 4 năm 2015) là một nhà hoạt động nhân quyền người Mỹ kiêm nhà cứu trợ đến từ Arizona và làm việc cho tổ chức Bác sĩ không biên giới. Cô tham gia hoạt động tại vùng Trung Đông trong vòng khói lửa ở Aleppo, Syria. Năm 2015, truyền thông đưa tin việc cô đã bị giết khi ở trong tay Nhà nước Hồi giáo IS do bị oanh tạc.

## Tiểu sử
Kayla Mueller học Đại học Northern Arizona ở thành phố Flagstaff. Sau khi tốt nghiệp, Kayla dành khoảng một năm sống và làm việc cùng các nhóm cứu trợ nhân đạo ở phía bắc Ấn Độ, Israel và Palestine. Trở về Arizona, cô làm việc tại một phòng khám AIDS và trở thành tình nguyện viên tại trung tâm dành cho phụ nữ vào ban đêm. Kayla từng sang Pháp và sống cùng gia đình người bản địa để học tiếng Pháp. Năm 2012, cô quyết định sang Syria.
Kayla cùng các tổ chức cứu trợ khác giúp đỡ những người tị nạn Syria ở biên giới Thổ Nhĩ Kỳ từ tháng 12/2012. Cô tới thăm các trại tị nạn và chơi đùa, vẽ tranh cùng những đứa trẻ Syria. Kayla Mueller bị IS bắt tại thành phố Aleppo, Syria vào ngày 4 tháng 8 năm 2013, sau khi rời khỏi một bệnh viện của Tổ chức Bác sĩ Không biên giới Tây Ban Nha. 

## Cái chết
Cô bị Nhà nước Hồi giá tuyên bố đã thiệt mạng trong cuộc không kích của Jordan khi nhân viên cứu trợ này bị thôi thúc trước những thống khổ của người tị nạn Syria và đã sống hết lòng vì họ. Kayla Mueller thiệt mạng khi toà nhà giam giữ cô ở thành phố Raqqa đổ sập trong vụ không kích của Jordan.

## Thông tin khác
Một thông tin khác cho biết, cô vẫn còn sống và có thể bị ép cưới chỉ huy của IS, theo đó có thể đã được giao cho một chỉ huy của nhóm phiến quân và ép làm vợ của ông này. IS không xem cô ấy như một con tin hay một con bài mặc cả, thi thoảng cô xuất hiện cùng một thủ lĩnh của nhóm cực đoan. IS thường đem bán hoặc ép các phụ nữ trẻ xuất hiện cùng các phiến quân.